# Spilla di sicurezza

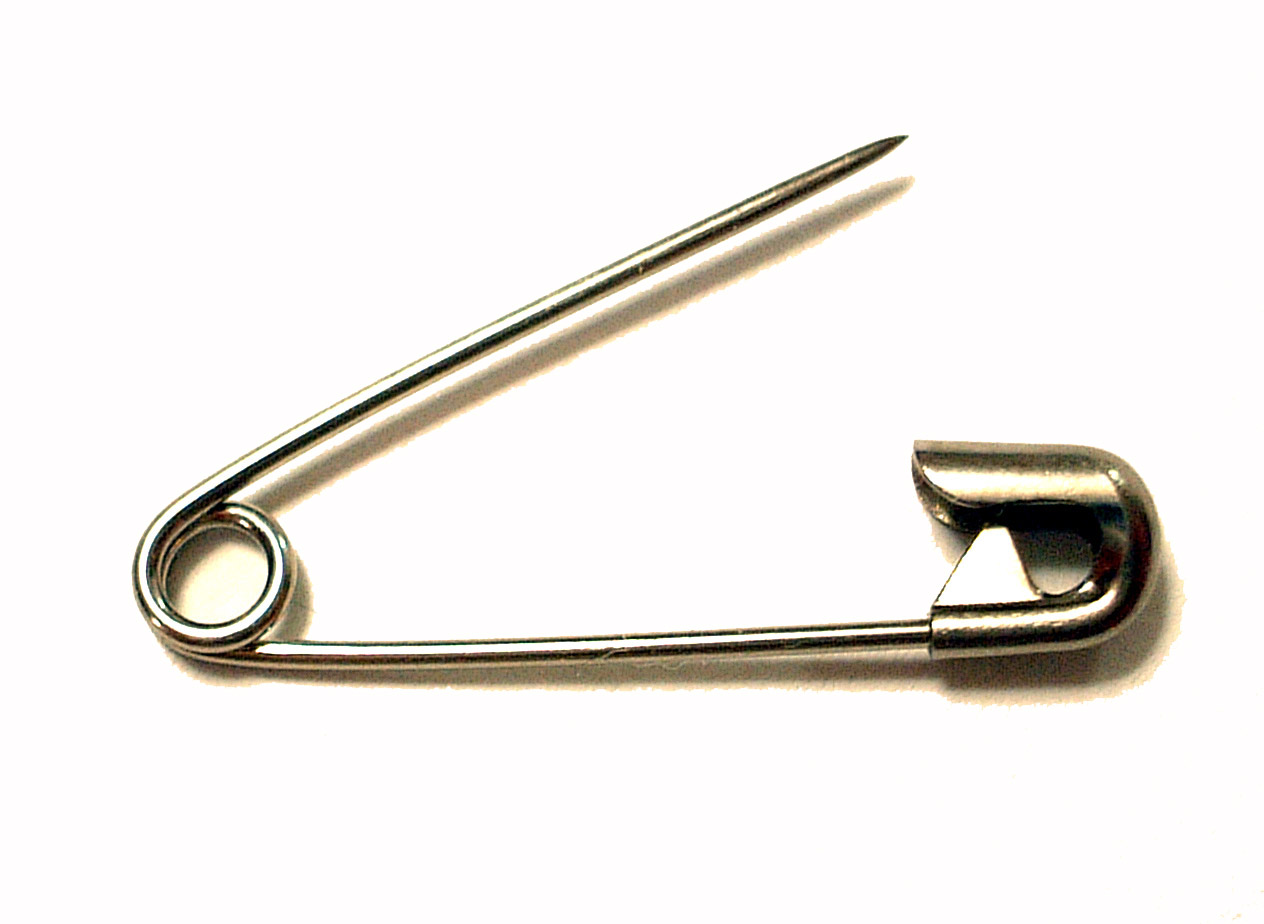
Spilla di sicurezza

La spilla di sicurezza (o spilla da balia perché utilizzata in questa professione) è una spilla che permette di congiungere due strati di materiale sottile, limitando il rischio di pungersi quando l'utensile è chiuso. 
Viene usata per collegare tessuti, soprattutto sul corpo, in modo provvisorio ma solido; il nome da balia deriva dall'uso che se ne faceva per chiudere i pannolini dei neonati quando i pannolini erano di stoffa.

## Storia
Questa spilla ha origini molto lontane: le fibule della preistoria erano congegnate come le moderne spille di sicurezza. Le prime fibule risalgono all'età del bronzo e l'utensile, cui venne conferito anche valore d'ornamento, ebbe un'ampia diffusione in tutta l'area mediterranea; l'utilizzo cessò verso il VI secolo. Servivano per chiudere mantelli e abiti.
La moderna versione si deve all'inventore statunitense Walter Hunt che la brevettò il 10 aprile 1849.

## Struttura

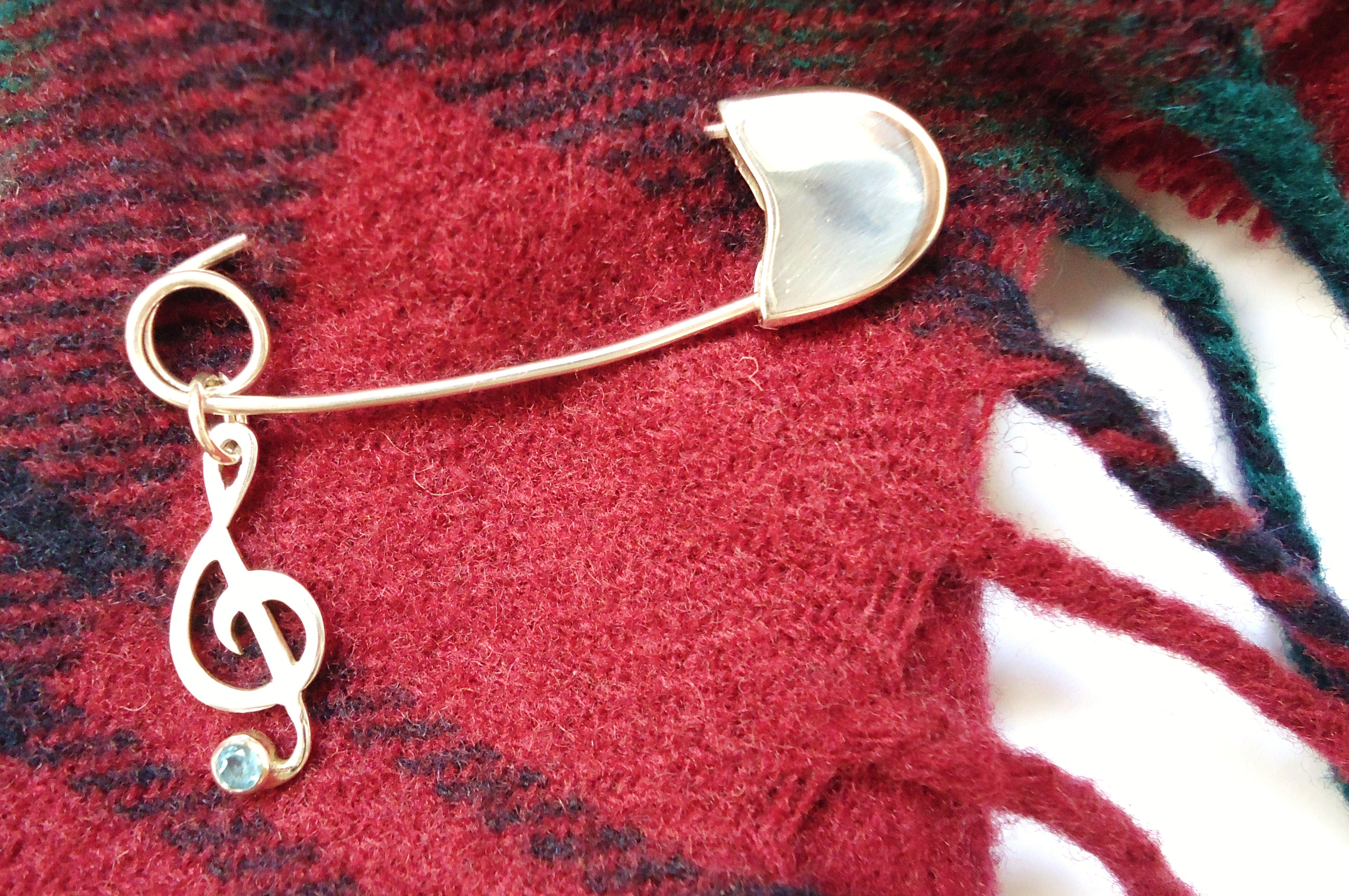
Spilla di sicurezza da gioiello in argento e topazio blu

È costruita con un filo sottile d'acciaio cromato piegato a formare un ovale schiacciato, di cui una sezione  forma un ago o ardiglione a punta acuminata. All'estremità che corrisponde alla punta dell'ardiglione un elemento di lamiera stampata forma la testa, sede in cui la punta dell'ardiglione si incastra. All'altra estremità vi è un fermo, per non far scivolare il tessuto dal lato dell'ardiglione all'altro; può essere un giro del filo stesso che forma la spilla (molla) o una pallina di metallo forata ed infilata nella spilla (fermapieghe). Le spille molto grandi, come quelle usate tradizionalmente per chiudere i kilt, sono realizzate solo con il filo opportunamente piegato e attorcigliato.